# ويليام برادفورد
ويليام برادفورد (بالإنجليزية: William Bradford)‏، هو سياسي بريطاني، انفصالي من أتباع المذهب التطهيري، يعود أصله إلى مقاطعة (ويست رايدنج أوف يوركشاير) الإنجليزية في الشمال من إنجلترا. فرّ إلى لايدن في هولندا هربًا من الاضطهاد الذي يُمارسه ملك إنجلترا حينها جيمس الأول، هاجر بعدها إلى مستعمرة «بليموث» عام 1620. كان برادفورد أحد الموقعين على اتفاقية «مايفلاور»، استمر في العمل فيها كحاكم للمستعمرة على نحو متقطّع لمدة ثلاثين عامًا بين (1621-1657). غطّت يومياته التي كان يكتبها «مزرعة بليموث» السنوات الممتدة بين عامي (1620-1657) في بليموث.

## النشأة
وُلِد وليام برادفورد لوالديه «أليس بريجس» و«ويليام برادفورد الأب» في «أوسترفيلد»، في مقاطعة (ويست رايدنج أوف يوركشاير)، عُمِّد في التاسع عشر من مارس (1590-1589). كانت عائلته تعتبر من الأثرياء والمؤثرين الذين امتلكوا مزرعة كبيرة في الوقت الذي كان فيه معظم المواطنين مزارعين وبوسائل متواضعة.
كان لجدّه «ويليام برادفورث» أربعة أطفال على الأقل بمن فيهم والده «ويليام الأب»، وبحسب الباحث «جورج جاي. هيل» فإنه من الممكن أن يكون متحدّرًا من أصول نبيلة.
شهد برادفورد في طفولته العديد من الوفيّات ضمن عائلته. توفي والده عندما تجاوز السنة من عمره، تزوّجت والدته ثانية وهو في الرابعة من العمر؛ فأُرسل للعيش مع جدّه. عاد ليعيش مع أمه بعد سنتين إثر وفاة جده، لتتوفى الأخيرة في عام 1597، وبالتالي أصبح برادفورد يتيمًا وهو في سن السابعة حيث أُرسِل للعيش مع اثنين من أعمامه.
أراده عمّاه أن يُساعدهم في المزرعة، ثم لاحظ عمّه من خلال يومياته أنه كان يعاني في ذلك الوقت من (مرض طويل) ولم يكن قادرًا على العمل. توجّه بدلًا من ذلك للقراءة، ليُصبح على دراية بالكتاب المقدّس، وأعمال الأدب الكلاسيكية. يعزو كثيرون هذا الأمر على أنه العامل الرئيسي وراء فضوله الفكري وانجذابه في نهاية المطاف للفرع الانفصالي لعلم اللاهوت التطهيري.

## الحشد الانفصالي
عندما كان برادفورد في الثانية عشرة من عمره، دعاه صديقه لسماع عظة القس «ريتشارد كلايفتون» على بعد 10 أميال في كنيسة (جميع القديسين)، «بابورث» في «نوتنجهامشاير». يعتقد كلايفتون بأنه حتى تكون كنيسة إنجلترا كنسية مسيحية أكثر نقاءً وعمرًا، يجب أن تُزال آثار الممارسات الرومانية الكاثوليكية، استلهم برادفورد من خطاب القس، كما استمر في عظته، رغمًا من أنه كان ممنوعًا من قِبل أعمامه. التقى برادفورد بأحد المحضّرين ومدير مكتب البريد يُدعى «ويليام بروستر» الذي يعيش في «سكروبي مانور» على بعد أربعة أميال من «أوسترفيلد». استعار برادفورد منه كتبًا خلال زياراته المتكررة، كما طرح عليه بروستر قصصًا عن الجهود المبذولة لإصلاح الكنيسة في أنحاء البلاد.
عندما تولّى الملك «جيمس الأول» العرش الإنجليزي في عام 1603، أعلن أنه سيضع حدًا لحركات إصلاح الكنيسة، وسيتعامل بقسوة مع كل منتقدٍ ومتطرّف لكنيسة إنجلترا، كانت الاجتماعات السرية تنعقد في «سكروبي مانور» بحلول عام 1607، حيث بدأ نحو 50 شخصًا من ذوي الفكر الإصلاحي بالعبادة معًا يقودهم القِس «ريتشارد كلايفتون» والقِس «جون روبنسون». قرر هذا الفريق بأن إصلاح كنيسة إنجلترا أمر ميؤوس منه ومن شأنه قطع كل العلاقات. أدت اجتماعاتهم الأسبوعية إلى لفت انتباه رئيس أساقفة «يورك» في نهاية المطاف، وأُلقي القبض على العديد من أعضاء الجماعة في عام 1607. أُدين بروستر بتهمة (عدم الطاعة في أمور الدين) وفُرضت عليه غرامات. ووفقًا لبرادفورد، سُجن بعض الأعضاء، في حين وُضِع البعض الآخر تحت المراقبة ليلًا ونهارًا من قِبل الموالين لرئيس الأساقفة. وبالإضافة لمخاوفهم، علِمت الجماعة أيضًا أن مُنشقين آخرين في لندن قد قُبض عليهم وتُركوا جوعى.
قررت جماعة سكروبي أخيرًا مغادرة إنجلترا في عام 1607، بمن فيهم برادفورد الذي عزم الرحيل معهم، إلى الجمهورية الهولندية وبصورة غير شرعية حيث يُسمح بالحرية الدينية هناك. واجهت الجماعة العديد من النكسات الكبرى أثناء محاولتهم مغادرة إنجلترا، وأبرزها كانت الخيانة التي تلقّوها من القُبطان الإنجليزي الذي وافق على نقلهم بحرًا إلى هولندا، لكن بدلًا من ذلك سلّمهم إلى السلطات. سُجنت الجماعة ومعهم برادفورد فترة قصيرة بعد محاولتهم الفاشلة في الهرب. تمكّنوا بعدها في عام 1608 من الفرار من إنجلترا في مجموعات صغيرة، نُقِلوا لمكان جديد في «لايدن» في الجمهورية الهولندية، كان برادفورد حينها قد بلغ الثامنة عشر من عمره.

### في لايدن ولندن
وصل برادفورد إلى أمستردام في أغسطس عام 1608، لم تكن لديه عائلة، أخذته عائلة بروستر لمنزلها. كان يتوجّب على الجماعة العمل في أقسى الظروف وأدنى الوظائف، كونها أجنبية وأنفقت معظم أموالها في محاولة الوصول إلى الجمهورية الهولندية. بعد تسعة أشهر، اختارت المجموعة الانتقال إلى مدينة لايدن الصغيرة.
واصل برادفورد العيش مع أسرة بروستر في حيّ فقير في لايدن يُدعى «ستينك ألاي». تغيّرت الظروف بشكل كبير بالنسبة له عند بلوغه 21 من العمر، حيث تمكّن من المطالبة بميراثه العائلي في عام 1611. امتلك منزله الخاص، أنشأ ورشة حياكة قِماش الفستيان (حياكة النسيج القطني الثقيل لألبسة الرجال)، حصل بعدها على مكانة مرموقة. تزوّج برادفورد من «دورثي ماي» في عام 1613، ابنة لزوجين إنجليزيين يعيشان في أمستردام. كانا متزوجان مدنيًا كونهما لم يجدا أي مثال للخدمة الدينية في الكتب المقدّسة. أنجبا طفلهما الأول في عام 1617، وأطلقا عليه اسم «جون».
باع وليام منزله في لايدن عام 1619، ليظهر في سجلّات ضرائب لندن عام 1620، يخضع لضريبة على الممتلكات الشخصية في موقع (دوك بليس، ألدغيت)، كانت «ألدغيت» من مناطق لندن التي تشتهر بكونها مقر إقامة العديد من التجار الهولنديين، فضلًا عن العديد من المُنشقين دينيًا. كان من بين الأسماء المألوفة للأُسر التي تعيش في المنطقة هي: «أليستون»، «تيلي»، «سامبسون»، و«هوبكنز».
لعبت إحدى العائلات في ألدغيت دورًا مهمًا في حياة برادفورد في أمريكا، كان «إدوارد» و«أليس» (كاربنتر) ساوثورث، وابنيهما يُقيمون في منزل «هينانج» في ألدغيت عام 1620، كان ساوثورث قائدًا قديرًا للغاية في مجموعة لايدن لكنه توفي في 1621، هاجرت أرملته أليس إلى مستعمرة بليموث بعد وفاة زوجة برادفورد.

## روابط خارجية
- ويليام برادفورد على موقع الموسوعة البريطانية (الإنجليزية)
- ويليام برادفورد على موقع إن إن دي بي (الإنجليزية)
- ويليام برادفورد على موقع ديسكوغز (الإنجليزية)